# Grand Prix Cycliste de Québec 2023
Il Grand Prix Cycliste de Québec 2023, dodicesima edizione della corsa, valido come trentaduesima prova dell'UCI World Tour 2023 categoria 1.UWT, si svolse l'8 settembre 2023 su un percorso di 201,6 km a Québec, nell'omonima provincia in Canada. La vittoria fu appannaggio del belga Arnaud De Lie, il quale completò il percorso in 4h47'36" alla media di 42,058 km/h precedendo il neozelandese Corbin Strong e l'australiano Michael Matthews.

## Squadre e corridori partecipanti
| N.      | Cod. | Squadra               |
| ------- | ---- | --------------------- |
| 1-7     | ACT  | AG2R Citroën Team     |
| 11-17   | UAD  | UAE Team Emirates     |
| 21-27   | TJV  | Jumbo-Visma           |
| 31-37   | IGD  | Ineos Grenadiers      |
| 41-47   | LTK  | Lidl-Trek             |
| 51-57   | SOQ  | Soudal Quick-Step     |
| 61-67   | TBV  | Bahrain Victorious    |
| 71-77   | GFC  | Groupama-FDJ          |
| 81-87   | ADC  | Alpecin-Deceuninck    |
| 91-96   | BOH  | Bora-Hansgrohe        |
| 101-107 | EFE  | EF Education-EasyPost |
| 111-117 | COF  | Cofidis               |

| N.      | Cod. | Squadra                  |
| ------- | ---- | ------------------------ |
| 121-127 | JAY  | Team Jayco AlUla         |
| 131-137 | MOV  | Movistar Team            |
| 141-147 | ICW  | Intermarché-Circus-Wanty |
| 151-157 | DSM  | Team DSM-Firmenich       |
| 161-167 | ARK  | Team Arkéa-Samsic        |
| 171-177 | AST  | Astana Qazaqstan Team    |
| 181-187 | LTD  | Lotto Dstny              |
| 191-197 | IPT  | Israel-Premier Tech      |
| 201-207 | TUD  | Tudor Pro Cycling Team   |
| 211-217 | TNN  | Team Novo Nordisk        |
| 221-227 | CAN  | Canada                   |

## Ordine d'arrivo (Top 10)
| Pos. | Corridore          | Squadra  | Tempo    |
| ---- | ------------------ | -------- | -------- |
| 1    | Arnaud De Lie      | Lotto    | 4h47'36" |
| 2    | Corbin Strong      | Israel   | s.t.     |
| 3    | Michael Matthews   | Jayco    | s.t.     |
| 4    | Alex Aranburu      | Movistar | s.t.     |
| 5    | Matej Mohorič      | Bahrain  | s.t.     |
| 6    | Christophe Laporte | Jumbo    | s.t.     |
| 7    | Alexander Kamp     | Tudor    | s.t.     |
| 8    | Marc Hirschi       | UAE      | s.t.     |
| 9    | Julian Alaphilippe | Soudal   | s.t.     |
| 10   | Mattias Skjelmose  | Lidl     | s.t.     |